# Лаврентьев, Яков Петрович
Яков Петрович Лаврентьев (16 января 1914 — ?) — советский хозяйственный, государственный и политический деятель.

## Биография
Родился в 1914 году в Самаре в семье крестьянина-садовода. Член ВКП(б) с 1939 года.
Окончил семилетку (1930) и школу ФЗО (1932), работал на заводе: токарь, начальник цеха (1934), освобождённый секретарь комсомольской организации (1937), начальник участка (1939), начальник цеха (1941), зам. секретаря партбюро (1943), парторг ЦК ВКП(б) (1944).
Парторг Кинель-Черкасской МТС (1947—1948), председатель Кинель-Черкасского райисполкома (1948 — август 1949), зав. областным коммунальным отделом (1949—195.), председатель Сызранского горисполкома (апрель 1956 — март 1957), первый секретарь Сызранского городского комитета КПСС (1957—1962), в распоряжении Куйбышевского облисполкома (1962—1964).
Награждён орденами «Знак Почёта» (дважды), Трудового Красного Знамени (дважды), Красной Звезды (04.06.1945), медалями.
Избирался депутатом Верховного Совета РСФСР 5-го созыва (1959—1963), делегатом XXI и XXII съездов КПСС.